# Erdemli (district)
Erdemli is een Turks district in de provincie Mersin en telt 126.745 inwoners (2007). Het district heeft een oppervlakte van 2038,9 km². Hoofdplaats is Erdemli.
De bevolkingsontwikkeling van het district is weergegeven in onderstaande tabel.
| 1997    | 2000    | 2007    |
| ------- | ------- | ------- |
| 120.149 | 142.355 | 126.745 |